# کورباخ
کورباخ شهری در ایالت هسن آلمان است.